# 竹見淳一
竹見 淳一（たけみ じゅんいち、1917年（大正6年）6月19日 - 2003年（平成15年）5月23日）は、日本の実業家。日本ガイシ会長、ワシントンホテル取締役。NHK経営委員長、日経連（当時）副会長、JR東海監査役などを歴任した。

## 来歴・人物
東京府高輪生まれ。森村学園の前身たる私立南高輪幼稚園、同小学校と黒澤明の姉である黒澤春代に教わる。デキの悪い子も骨身も惜しまず居残りで教えたり家庭教師をつけてくれたりした先生であった。父が亡くなったこともあり、将来も見据え官立に進むことにし東京府立一中入学。一中に入れたが、肺が弱く、7年間在籍した。その後、医科への進学も考えたが肺病もちでは医者に成れないと耳に入り、法文系統の慶應予科へ。
1942年9月、慶應義塾大学法学部政治学科卒業。父も奉職していた森村財閥の番頭・大倉和親のとりなしで、日本碍子（のちの日本ガイシ）入社。1977年、社長に。主に関西方面でのシェア喰い込みに尽力した。1986年からNHK経営委員に二期6年務め、その間、池田芳蔵会長、磯田一郎経営委員長らの退任もあり、1990年12月、同経営委員長に就任した。
2003年5月23日、肺炎のため名古屋市内の病院で死去。享年85。